# Убивство Сильвії Лайкенс
Сильвія Мері Ла́йкенс (англ. Sylvia Marie Likens; 3 січня 1949, Лебанон, Індіана, США — 26 жовтня 1965, Індіанаполіс, Індіана, США) — американська дівчина, вбита у віці 16 років після тривалих катувань. Батьки Сильвії — Лестер і Бетті Лайкенси — залишили її на піклування домогосподарці Гертруді Банішевські, котрій платили 20 доларів на тиждень. Банішевські піддавала Сильвію жорстокому поводженню, до чого долучались її діти Пола і Джон та сусідські підлітки Річард Гоббс і Кой Габбард. Через три місяці Лайкенс померла від внутрішньомозкового крововиливу, шоку та недоїдання. Цей випадок отримав широкий резонанс у США. Він був названий «найгіршим злочином проти людини в історії Індіани». На основі історії Лайкенс написані кілька біографічних і художніх творів, зняті два кінофільми.

## Ранні роки
Сильвія Лайкенс народилась 3 січня 1949 року в Лебаноні, штат Індіана, третьою дитиною в сім'ї Лестера й Бетті Лайкенсів. Вона мала двох братів та двох сестер: близнят Діану та Данієль (старші за неї на два роки) та близнят Дженні й Бенні (молодші на рік). Дженні перехворіла в 4 місяці поліомієлітом, через що майже не могла самостійно пересуватись, і Сильвія піклувалась про неї. Коли подорослішала, Сильвія почала працювати нянею та прачкою. Дівчина захоплювалась творчістю гурту The Beatles, а також полюбляла співати та кататись на ковзанах. Знайомі описували її як «добру й завжди готову допомогти».
Стосунки між батьками Лайкенс були вкрай нестабільними: подружжя часто розлучалося й сходилося. Сильвія росла в несприятливих умовах; бувши карнавальними робітниками, її батьки їздили по всій країні, грошей у родині не вистачало. З народження й до проживання у Банішевські Сильвія змінила не менше 14 адрес. Дітей постійно залишали жити разом з родичами, у той час як батьки працювали.

## Сім'я Банішевські
1965 року Сильвія та Дженні жили з матір'ю в Індіанаполісі, коли місіс Лайкенс потрапила у в'язницю за крадіжку в магазині. Батько, який не так давно пішов із сім'ї, приїхав до їхнього будинку й від сусідів дізнався, що Сильвія та Дженні перебувають у будинку за адресою 3850 E. New York Street, який належав Гертруді Банішевські, матері Поли, з якою його доньки дружили. Робота батька Сильвії була пов'язана з постійними роз'їздами, тому він запропонував Банішевські за $20 на тиждень утримувати його доньок і наглядати за ними. Лестер не надав значення тому, що сім'я Банішевські (вони мали сімох дітей) жила на межі злиднів, у занедбаному брудному будинку без елементарних побутових зручностей. У їхньому будинку не було плити, і члени сім'ї харчувалися в основному крекерами та бутербродами, лише зрідка розігріваючи супи, які могли їсти одночасно тільки троє людей, оскільки зі столового приладдя в будинку було всього три ложки. Пізніше в суді батько загиблої сказав, що «не любить пхати носа в чужі справи». Перед від'їздом Лайкенс дав Банішевські пораду: «Ви повинні тримати цих дівчаток твердою рукою, тому що їхня мати дозволяла їм робити все, що вони захочуть».
Гертруда Банішевські, описана газетою Indianapolis Star як «змучена астматичка, що важить нижче норми», була дуже худою, виснаженою жінкою, яка страждала від регулярних депресій і хворіла на бронхіт через постійне паління. Банішевські народилась під ім'ям Гертруда Надін ван Фоссан 19 вересня 1929 року в Індіанаполісі третьою дитиною в родині Г'ю і Моллі ван Фоссанів. 1940 року, коли Гертруді було 11 років, її батько помер від серцевого нападу. Дочка дуже важко перенесла його смерть. У підлітковому віці в неї почалися проблеми у стосунках з матір'ю, внаслідок чого в 16 років вона кинула школу. Фоссан кілька разів одружувалась, але спільне життя не складалося. Дохід її сім'ї в основному складався з грошової допомоги, яку держава виплачувала на дітей, іноді Гертруда займалася тимчасовою некваліфікованою роботою.
Джон Банішевські, її перший чоловік, мав дуже непостійний характер, розбіжності між ним і Гертрудою часто закінчувалися скандалами, але, попри це, вони прожили разом 10 років. Після розлучення Гертруда три місяці була одружена з Едвардом Гатрі, який, однак, не захотів виховувати її дітей. Тоді вона знову зійшлася з Джоном і народила ще двох дітей, а через сім років, 1963 року, вони остаточно розірвали шлюб. Після цього Гертруда жила з Деннісом Лі Райтом, який часто її бив. Від нього вона двічі вагітніла. Першого разу трапився викидень, а в другий — народила Денніса-молодшого. Незабаром після пологів Райт пішов від Банішевські. Щоб ніхто не дізнався, що Денніс — незаконнонароджений, Гертруда всім представлялася як «місіс Райт», попри те, що з Лі Райтом вони ніколи не були в шлюбі. Загалом вона мала 7 дітей: Полу, Стефані, Джона, Мері, Ширлі, Джеймса Банішевські та Денніса Лі Райт-молодшого.

## Катування та смерть
Протягом першого тижня проживання сестер Лайкенс у Банішевські не було жодних інцидентів. Сильвія ходила в ту ж церкву, що й Банішевські, дивилася з ними телевізор і ходила в одну школу зі Стефані та Полою. Все почалося на другий тиждень, коли Лестер Лайкенс не надіслав обіцяну плату. Гертруда влаштувала скандал: «Я піклувалася про вас, двох сучок, просто так!». Після цього, попри те, що гроші привезли наступного дня, Банішевські почала звинувачувати сестер Лайкенс у крадіжці й інших провинах, а також регулярно бити та шмагати їх. Щоб припинити це, Сильвія розповіла, що Пола вагітна (Банішевські боялася все розповісти матері, але довірилась Сильвії, з якою товаришувала). Гертруда їй не повірила, а Пола розлютилася й побила Сильвію. Врешті Сильвія, через висловлювання Гертруди про сексуальні зв'язки Лайкенс, почала думати, що вона сама вагітна, проте експертиза пізніше показала, що Сильвія не могла бути вагітною, тому що, хоча її вагіна й була розпухла через тортури, але гімен залишався цілим. Можливо, Сильвія була не дуже добре інформована про фізіологію жіночого організму та процес запліднення.
Незабаром Банішевські стала заохочувати сусідських підлітків бити й цькувати Сильвію. Лайкенс дружила з 13-річною Анною Сіско, доки Гертруда не повідомила Анні, що Сильвія сказала, що мати Сіско була повією. Сіско розгнівалась й також побила Лайкенс. Потім Гертруда почала звинувачувати Сильвію в розпусканні чуток про розпусність Стефані й Поли у школі, у якій вони разом із Сильвією вчилися (Arsenal Technical High School). За це Лайкенс побив хлопець Стефані, Кой Габбард (який відпрацьовував на Сильвії свої навички дзюдоїста). Деніза Ноу, авторка біографічної статті про Лайкенс, пише, що є ймовірність, що Сильвія дійсно розпускала ці чутки. Пізніше 12-річна Джудіт Дюк, що стала свідком побиття Сильвії, повідомила про це своїй матері, однак остання лише сказала: «Врешті, вони лише карають її, чи не так?». Невідомо, чому сестри Лайкенс не скаржилися в поліцію або не спробували втекти. Деніс Ноу припускає, що це було викликано тим, що дівчата, живучи з раннього дитинства в напружених обставинах, не бачили в діях Гертруди нічого незвичайного. Також вона пише, що Сильвія не втекла, можливо боячись, що тоді гнів Банішевські перекинеться на Дженні, що ледве могла самостійно пересуватися за допомогою ортопедичного апарату, і тому втеча вдвох була неможлива.
У серпні 1965 року по сусідству з Банішевські оселилася сімейна пара Реймонда і Філліс Вірмілліонів, які мали двох дітей. Оскільки Вірмілліон працювала в нічну зміну на заводі RCA, то вирішила знайти своїм дітям няньку, й прийшла до Банішевські. Коли жінки пили каву в домі, Вірмілліон помітила худу дівчину-підлітка з синцем під оком, якою була Сильвія. Пола Банішевські набрала склянку гарячої води й вилила її на дівчину, після чого заявила: «Це я поставила їй синець». Філліс вирішила не довіряти родині Банішевські своїх дітей, але не повідомила владі про побачене. На початку жовтня того ж року Вірмілліон знову нанесла візит Банішевські й знову побачила Сильвію. Цього разу у дівчинки був синець вже під іншим оком і роздута губа. «Я побила її» — сказала Пола. Філліс знову не побачила в цьому нічого дивного.
Священник з місцевої церкви, Рой Джуліан, у вересні 1965 року прийшов до Банішевські. Гертруда поскаржилася йому на відмову чоловіка виплатити допомогу на дитину, на свої хвороби й проблеми з дітьми. Головною проблемою, за її словами, була Сильвія. Банішевські повідомила священникові, що Сильвія прогулює школу та заробляє гроші проституцією. Рой у це не повірив, тому що до цього бачив Сильвію в церкві й вона справила на нього хороше враження. Він захотів поговорити з дівчиною, але Гертруда порадила йому поговорити з Дженні. Сама Дженні до того моменту була настільки залякана, що видавала священнику чисто механічні відповіді: «Вона бреше. Уночі, коли ми всі лягаємо спати, вона спускається вниз і їсть щось із холодильника». Дженні сподівалася, що Банішевські її не чіпатимуть, якщо вона слухатиметься Гертруди. За кілька тижнів Джуліан знову прийшов до них. Гертруда знову поскаржилася на Сильвію, бо дівчина, за її словами, розпускала в школі чутки щодо вагітності Поли. «Але я знаю свою доньку, — сказала вона, — і я знаю Сильвію. Пола не вагітна; це — Сильвія».
Під час чергових побоїв Сильвії, Банішевські зажадали від Дженні, щоб вона приєдналася до побиття. Дженні відмовилася, і Гертруда вдарила її по обличчю. Тоді дівчинка підкорилася, але пізніше розповідала, що била сестру лівою рукою (бувши правшею), тому це не завдавало Сильвії особливого болю. У жовтні старша сестра Сильвії та Дженні, Діана Шумейкер, приїхала навідати сестер. Гертруда не хотіла, щоб Шумейкер побачила, у яких умовах утримують дівчат, і тому не пустила Діану в будинок. Банішевські зажадала від батьків Лайкенс дозвіл тримати Діану окремо від сестер. Шумейкер наполягала на своєму візиті, і тоді Гертруді довелося пригрозити їй арештом за вторгнення у приватну власність. Незадовго до смерті Сильвії, Дженні зіткнулася з Діаною на вулиці та сказала їй: «Я не можу говорити з тобою, інакше у мене будуть проблеми», і поспішила далі.
Незабаром Гертруда почала шмагати Сильвію під надуманими приводами, гасити об її тіло цигарки, обливати окропом. Згодом Сильвію побили, щоб вона зізналася, що вкрала в магазині спортивний костюм, який Банішевські не купила б для неї, для того, щоб відвідувати клас гімнастики (спочатку дівчина стверджувала, що знайшла його). Потім Гертруда заборонила Лайкенс ходити в школу й не дозволяла їй залишати будинок. Ниркам Сильвії було завдано шкоди, тому вона стала мочитися в ліжко, і тоді Гертруда замкнула її в підвалі та заборонила користуватися туалетом. Пізніше Лайкенс була змушена вживати в їжу власні фекалії та сечу. Незадовго до смерті Сильвії Гертруда випалила розпеченою голкою у неї на животі напис «Я повія і пишаюся цим» разом із сусідським хлопцем Річардом Гоббсом, який потім за допомогою 10-річної дочки Гертруди Шеріл Банішевські розпеченим болтом випалив на грудях Лайкенс ще цифру «3». Було встановлено, що принаймні два рази у вагіну Сильвії вставляли скляну пляшку кока-коли.
Місцеве агентство охорони здоров'я отримало дзвінок від Діани, яка хотіла знати, чому її не пускають до сестри. 15 жовтня в будинок прийшла жінка, яка представилася медсестрою охорони здоров'я і захотіла поговорити з Гертрудою. Банішевські сказала Дженні, що «якщо ти скажеш що-небудь про Сильвію, то з тобою зроблять те ж саме, що і з нею». Після чого повідомила медсестрі, що Сильвія була повією, не тримала себе в чистоті, і тому Банішевські її вигнала. Дженні під загрозою підтвердила це. Медсестра повернулася в офіс і на звіті про Банішевські зробила помітку «одноразовий». 21 жовтня поліція приїхала до будинку Банішевські, але не через Лайкенс, а через те, що, за словами поліціянтів, до них звернувся Роберт Брюс Генлон із заявою, що діти Банішевські вкрали в нього з підвалу речі. Гертруда ж подзвонила в поліцію й повідомила, що Генлон спробував сам проникнути до неї в будинок. Поліція заарештувала його за звинуваченням у крадіжці. Пізніше Генлона випустили.
За кілька днів до смерті Сильвія зробила спробу втечі, коли підслухала, що у Банішевські є план кинути її в лісі, але її спіймали біля виходу. Як покарання її зв'язали й кинули до підвалу, надалі годували лише крекерами. 26 жовтня 1965 року Сильвія Лайкенс померла від внутрішньомозкового крововиливу, шоку та недоїдання. Коли Стефані Банішевські й Річард Гоббс побачили, що Сильвія не дихає, жінка спробувала зробити дівчині штучне дихання, поки не зрозуміла, що Лайкенс мертва. Тоді Стефані послала Гоббса до найближчого телефонного автомата, щоб він викликав поліцію. Коли прибули поліціянти, Гертруда вручила їм листа, адресованого батькам Сильвії. Сам лист був написаний Лайкенс під тиском Гертруди за кілька днів до цього. Банішевські змусила Сильвію написати, що остання мала сексуальний зв'язок за гроші з групою хлопчиків, і що це вони розірвали її одяг і зробили опіки на тілі. Однак перш ніж поліція встигла прочитати листа до кінця, до одного з поліціянтів підійшла Дженні Лайкенс і сказала: «Заберіть мене звідси, і я розповім вам усе».

## Суд
Протягом усього суду Гертруда заперечувала свою відповідальність за смерть Сильвії та не визнавала свою провину через власну неадекватність. Вона стверджувала, що була занадто стомлена своїм слабким здоров'ям і депресіями, щоб стежити за дітьми. Однак адвокати Поли й Джона Банішевські, Річарда Гоббса та Коя Габбарда стверджували, що на їхніх клієнтів справила вплив старша Банішевські. Коли 11-річну доньку Гертруди Мері Банішевські викликали на суді до відповіді як свідка захисту, вона спочатку заперечувала, що її мати била Сильвію й погано з нею поводилася, але потім злякалася та з криком: «О господи, допоможи мені!» — зізналася, що це вона була змушена нагріти голку, якою Гоббс порізав шкіру Сильвії, а також у тому, що бачила, як її мати била Лайкенс. Адвокат Гертруди, Вільям Ербекер намагався пом'якшити вирок, спираючись на деменцію Банішевські: «Я засуджую її за те, що вона була вбивцею. Але я не вважаю її відповідальною за це, тому що вона не вся тут» (вимовляючи останню фразу, він показав на свою голову).
19 травня 1966 Гертруду Банішевські визнали винною в навмисному вбивстві першого ступеня, проте призначену їй раніше смертну кару замінили на довічне ув'язнення. Пола Банішевські під час слідства народила дівчинку й на знак відданості матері назвала її на честь бабусі Гертрудою. Дитину згодом удочерили. Полу визнали винною в тяжкому вбивстві другого ступеня. 1971 вона, подавши на апеляцію, пройшла нове судове засідання, де визнала себе винною у спричиненні смерті з необережності, була відпущена та отримала нові документи.
Гоббса, Габбарда й Джона Банішевські визнали винними в заподіянні смерті з необережності й засудили до термінів від 2 років до 21 року, однак у підсумку всі троє відсиділи лише по два роки. Звинувачення в убивстві проти Стефані Банішевські було знято, як і звинувачення проти підлітків Ганни Рут Сіско, Джудіт Дарлін Дюк, Ренді Гордона Ліппер і Майкла Джона Монро. Ліппер помер у 56 років в Індіанаполісі 14 листопада 2010 (дітей зареєстровано не було).

## Подальша доля учасників подій

Гертруда Банішевські через рік після звільнення з в'язниці

1985 року Гертруда домагалася звільнення. Новина про це викликала резонанс у всій Індіані. Дженні Лайкенс і її сім'я виступили по телебаченню, де висловилися проти виходу Банішевські з в'язниці. Члени двох антизлочинних груп «Захист невинних» і «Громадська ліга проти розтління» приїхали в Індіану, щоб виступити проти прохання Банішевські, підтримати родину Лайкенс та організувати кампанію пікетів. Цими групами була складена петиція, вимогою якої було не звільняти Банішевські. Протягом двох місяців петицію підписали понад 40 тис. громадян Індіани. Але попри все це, для Гертруди влаштували судове слухання, де її прохання розглянули. Там Банішевські заявила: «Я не впевнена, яка в мене була в цьому роль, тому що я була на наркотиках. Я дійсно ніколи не знала її … [Але] Я беру на себе всю відповідальність за все те, що трапилося з Сильвією Лайкенс». Суд врахував хорошу поведінку Гертруди у в'язниці, де жінка працювала в ательє, і її звільнили.
Звільнившись, Гертруда Банішевські змінила ім'я на Надін ван Фоссан і переїхала до Айови, де, зловживаючи палінням, померла від раку легенів 16 червня 1990 року. Коли Дженні Лайкенс, яка до того моменту одружилася й оселилася в місті Біч-Гроув (Індіана), прочитала в газеті некролог про смерть Банішевські, вона вирізала його та послала поштою матері з супровідною запискою: «Трохи хороших новин. Клята баба Гертруда померла. Я щаслива!». Річард Дін Гоббс помер від раку легенів у віці 21 року, за 4 роки після звільнення з в'язниці. Кой Рендольф Габбард через кілька років після звільнення був засуджений за крадіжку. Згодом він працював механіком й одного разу був знову звинувачений за підозрою у вбивстві двох людей, але його виправдали. Габбард помер 23 червня 2007 року у віці 56 років у Шелбівіллі, штат Індіана, і був похований у Віргінії. У нього були дружина Патрисія Горман Габбард, п'ятеро дітей, 17 онуків та один правнук. Про причетність до сім'ї Банішевські в некролозі сказано не було. Будинок 3850 на East New York Street після смерті Сильвії пустував протягом 44 років і нарешті був знесений 23 квітня 2009. На його місці було заплановано будівництво церковної стоянки для авто.
Джон Банішевський, змінивши ім'я на Джон С. Блейк-молодший, перший раз публічно заговорив про Сильвію 1985 року й повністю розкаявся в її смерті, заявивши, що відчував сильний гнів через розлучення його батьків і брак їжі та одягу для нього та своїх братів і сестер. Він визнав, що його покарання було більш легким, ніж мало бути. Другий раз Джон заявив про себе в березні 1998 року, коли в арканзаській середній школі Вестсайда сталося масове вбивство; він сказав, що малолітні злочинці й убивці завжди можуть змінити своє життя та завжди можуть розраховувати на допомогу, оскільки йому самому вдалося оговтатися після події з Сильвією Лайкенс. У Джона не було ніяких серйозних сутичок із законом. Він спочатку працював водієм вантажівки, потім рієлтором і пастором. Під кінець життя Джон страждав на діабет, і в нього ослаб зір. Блейк помер від діабету в громадській лікарні в Ланкастері 19 травня 2005 у віці 52 років і був похований на кладовищі Габекер Меннонайт. Він був одружений з Лоїс Чарльз Блейк, мав трьох дітей. Хоча ще до його смерті була встановлена його особа (Джон Стефан Банішевські-молодший), у некролозі не було ні слова про те, що він уроджений Банішевські.
Стефані Банішевські, помінявши ім'я, стала шкільною вчителькою. Вона одружена й має дітей.
Пола Банішевські після звільнення переїхала до Айови й живе на маленькій фермі в Редфілді, одружилася і має двох дітей. Чи були в неї контакти з матір'ю, невідомо. У жовтні 2012 Полу звільнили з посади помічниці шкільного психолога в школі BCLUW в Конраді на підставі того, що вона представилася іншим ім'ям і надала про себе неправдиву інформацію.
Дженні Лайкенс 1966 року зареєструвалася в програмі Робочої корпорації та отримала роботу в банку, пізніше одружилася. Померла від серцевого нападу 23 червня 2004. Бенні Лайкенс, брат-близнюк Дженні, почав проявляти ознаки психічного розладу через кілька років після смерті Сильвії. Він став відлюдником. У 15 років Бенні відслужив в армії і пізніше працював у різних ресторанах кухарем. Коли він почав чути голоси, йому діагностували шизофренію. Лестер Лайкенс дізнався про смерть сина, коли лист, який він написав Бенні, повернувся з позначкою «отримувач помер». 1967 року Лестер і Бетті розірвали шлюб. Бетті Лайкенс згодом вдруге одружилася і померла 1999 року.

## У популярній культурі
- 1974 — роман Мендала Вільяма Джонсона «Ходімо, пограємо у Адамсів» (англ. Let’s Go Play at the Adams’)[26].
- 1976 — роман Пєтті Віт «Санкція жертви»[27].
- 1976 — неопублікована п'єса Джанет Макрейнолдс «Привіт, Руб» (англ. Hey Rube)[28].
- 1979 — роман письменниці-феміністки Кейт Міллет «Підвал: роздуми про людське жертвоприношення»[29].
- 1989 — роман Джека Кетчама «Дівчина по сусідствуу»[30].
- 1992 — кліп групи The Pain Teens «The Basement»[31].
- 2007 — фільм «Американський злочин» режисера Томмі О'Хєвера. Сюжет стрічки заснований на долі Сильвії Лайкенс. Лайкенс зіграла Єллен Пейдж, Гертруду Банішевські — Кєтрін Кінер[29][32].
- 2007 — фільм «Дівчина по сусідству» режисера Грегорі Вілсона, заснований на романі Джека Кетчама[30].